# Michail Svesjnikov
Michail "Misja" Svesjnikov är en rysk bandyspelare, född 13 november 1973. Svesjnikov anses av många vara en av världens bästa bandyspelare. Hans styrka är skridskoåkningen och tekniken.
Misja Svesjnikov kommer från Karpinsk i Sverdlovsk Oblast. Han flyttade till Moskva och utvecklades sedan till en av de bästa spelarna. Han har spelat i Sputnik, Ljusdals BK, HK Vodnik och i två omgångar för Dynamo Moskva. Säsongen 2010/2011 spelade han för Sandvikens AIK.
2016/17 kommer Svesjnikov att representera Ljusdals BK igen.

## Statistik
| Säsong  | Klubb          | Liga       | Matcher | Mål | Assists | Poäng |
| ------- | -------------- | ---------- | ------- | --- | ------- | ----- |
| 2005/06 | Dynamo Moskva  | Elitligan  | -       | 25  | 39      | 64    |
| 2006/07 | Dynamo Moskva  | Elitligan  | -       | 20  | 35      | 55    |
| 2007/08 | Dynamo Moskva  | Elitligan  | -       | -   | -       | -     |
| 2008/09 | Dynamo Moskva  | Elitligan  | 23      | 24  | 38      | 62    |
| 2009/10 | Dynamo Moskva  | Elitligan  | 33      | 19  | 56      | 75    |
| 2010/11 | Sandvikens AIK | Elitserien | 30      | 20  | 30      | 50    |
| 2011/12 | Dynamo Moskva  | Elitligan  | 25      | 19  | 45      | 64    |
| 2012/13 | Dynamo Moskva  | Elitligan  | 30      | 28  | 38      | 66    |
| 2013/14 | Dynamo Moskva  | Elitligan  | 28      | 16  | 36      | 52    |
| 2014/15 | Dynamo Moskva  | Elitligan  | 26      | 15  | 23      | 38    |
| 2015/16 | Dynamo Moskva  | Elitligan  | 24      | 10  | 40      | 50    |